# 랑카수카
랑카수카(Langkasuka)는 고대 말레이 민족이 세웠으며 말레이반도(Malay Peninsula)에 있었던 힌두-불교 왕국이다. 이름은 산스크리트어(Sanskrit)에서 유래했다. '휘황찬란한 나라(resplendent land)'를 뜻흐난 '랑카(langkha)'와 '축복(bliss)'을 뜻하는 '수카(sukkha)'가 합성된 것으로 보인다. 랑카수카 왕국은 고대 케다 왕국(Old Kedah)과 함께 말레이 반도에 세워진 최초의 국가이다. 왕국의 정확한 위치는 논쟁이 분분하지만, 파타니(Pattani) 인근 야랑군(Yarang District)에서 발견된 유적으로 볼 때, 야랑 인근이 당시 수도였던 것으로 보인다. 랑카수카 왕국은 1세기, 서기 80년에서 100년 사이에 건국된 것으로 보인다.
케다의 사서인 히카얏 메롱 마하왕사(Hikayat Merong Mahawangsa)에 전하는 전설에 의하면, 왕국은 메롱 마하왕사(Merong Mahawangsa)가 건국하고 국호를 랑카수카로 지었다. 다른 주장으로는 랑카슈라는 국명이 '랑카(langkha)'와 함께, 불교 사상을 포용한 이후 평화주의자가 되었다는 전설의 마우리아 왕조(Maurya dynasty) 정복왕 아쇼카(Ashoka)에서 유래했으며, 말레이지협(Malayic Isthmus)의 아쇼카왕이 자신의 정복을 기리기 위하여 왕국의 이름을 랑카수카로 했다고 본다.
 중국 사료에서는 일부 정보를 제공하고 있으며 중국 조정에 사신을 보낸 바가다타(Bhagadatta, 婆伽達多)를 기록하였다.

## 역사 기록
왕국에 대한 최초의 가장 상세한 기록은 중국 남조(南朝) 양(梁, 502-557)의 정사(正史)인 『양서(梁書)』에 '랑아수(狼牙脩, 중고한어 : lɑŋ ŋˠa sɨu))'라는 국명으로 전한다. 기록에 의하면 랑카수카는 400년 전에 세워졌다고 전하는데, 『양서(梁書)』의 기준으로 하자면 1세기 후반에서 2세기 초반에 세워진 것으로 보인다. 『양서(梁書)』에 의하면 랑카수카는 광주(廣州) 동쪽에서 서쪽으로 30일을 가고 북쪽에서 남쪽으로 20일이 가는 거리, 총 24,000리(里)에 해당한다. 또한 침향(沈香)과 장뇌(樟腦)가 풍부하며 성벽이 성을 둘러싸고 있으며 겹문 성문과 탑과 정자로 되어 있다고 전한다. 또한 남녀는 사롱(sarong, 허리에 두르는 천)을 입고 몸을 벌거 벗고 머리는 풀어 헤치지만, 국왕과 관료들은 어깨를 옷감으로 덮고 금귀걸이를 하며 금줄로 된 허리띠를 찬다. 높은 계층의 여성은 천으로 몸을 덮고 보석 속옷을 입었다. 일부 국왕에 대한 기록도 있으며 한 왕위 계승에 관한 이야기와 관련된다.
왕이 외출하면 코끼리를 탄다. 깃대, 파리채, 기와 북이 따르고 하얀 양산을 덮는다. 엄호하는 군인들이 잘 배치되어 있다. 국인들이 말하길, 자신들의나라는 건국된지 400년 이상이 되었으나 후대 왕들이 약해졌지만 왕족 중에 현자가 있어 그에게 귀의하였다고 한다. 국왕이 이를 듣고 알아 그를 가두었지만, 사슬이 이유 없이 끊어져서 국왕이 그를 신으로 여기고 해하지 못하였으며 나라 밖으로 쫓아내었고 마침내 천축(天竺)으로 달아났으나, 천축왕은 그에게 장녀와 결혼시켰다. 돌연 랑아수왕이 죽자 대신들은 그를 맞이하여 왕으로 삼았다.

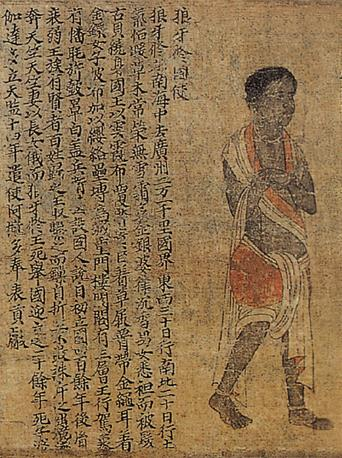
양직공도(梁職貢圖)의 랑아수국사(狼牙修國使) 즉 랑카수카 사신. 526-539년 양(梁)대에서 그려졌을 것으로 추정, 송(宋)대의 모사본

이 국왕은 20년 이상을 통치했다. 그는 아들 파가달다(婆伽達多) 즉 바가다타(Bhagadatta)에게 물려주었다. 바가다타는 515년 중국에 처음으로 사절단을 보내었다. 이후 523년, 5331년, 568년에도 사절단을 보내었다.
'랑카수카'라는 국명에 대한 한자어 음차 표기는 시대에 따라 바뀌었다. 7세기 말, 당(唐) 승려 의정(義淨)은 '랑가수(郎伽戍)'에 사는 중국 승려 3명을 만났다고 하였는데, 랑가수가 바로 랑카수카이다.
1225년 송(宋)대에 저술된 『제번지(諸蕃誌)』에는 '릉아사가(凌牙斯加)'로 기록되었다. 이에 의하면 릉아사가인들은 머리카락을 자르고 천으로 몸을 감싸며, 특산물로는 상아, 서각(犀角, 코뿔소뿔), 여러 나무와 장뇌가 있으며, 상인들은 와인, 쌀, 비단, 도자기를 교역한다. 또한 삼불제(三佛齊) 즉 스리비자야(Srivijaya)에 조공을 바친다고 기록되어 있다..
원(元)대에 저술된 『도이지략(島夷志略)』에 의하면 랑카수카는 '룡아서각(龍牙犀角)'으로 기록되어 있다. 명(明)대의 경우, 1621년 모곤(茅坤)의 책에 실린 정화(鄭和)의 항해 지도인 정화항해도(鄭和航海圖, Mao Kun map)에는 '랑서가(狼西加)'로 기록되어 있다. 『도이지략(島夷志略)』에는 랑카수카의 원주민은 바닷물에서 소금을 만들고 쌀을 발효해서 술을 만들며 코뿔새 상아(Hornbill ivory), 강진향(降眞香, lakawood), 꿀, 침향나무(gharuwood)를 생산한다고 적혀 있다. 사람들은 필리핀산 면화를 입고 인도와 지역 산의 직물을 날염하였다.
말레이인들의 문헌 '히카얏 메롱 마하왕사'에는 랑카수카가 언급되어 있으며, 자바어(Javanese) 시 나가라크레타가마(Nagarakretagama)에는 '렝카수카(Lengkasuka)'로 기록되어 있다. 타밀어(Tamil) 문헌에는 스리비자야 원정에서 라젠드라 촐라 1세(Rajendra Chola I)의 정복지 중 하나로 '랑가소카(Ilangasoka)'가 기재되어 있다. 여기에서는 '치열한 전투에서도 흔들리지 않는' 왕국으로 묘사되었다. 태국 문헌에는 랑카수카가 등장하지 않지만, 태국 역사서에서 파타니(Pattani)는 나콘시탐마랏 왕국(Nakhon Si Thammarat kingdom)의 영향 하에 있는 12개의 낙삿 도시(Naksat city) 가운데 하나로 규정되어 있다.

### 역사
랑카수카 역사의 개요는 제한된 역사 자료로 재현된다. 왕국은 2세기 초에 건립된 것으로 보인다. 이후 3세기 초에는 부남(扶南)의 확장으로 쇠퇴의 길을 겪는다.6세기에는 재기하여 중국에 사신을 보내기 시작했다. 515년 바가다타 왕이 처음으로 중국과 관계를 결성하였고, 523년, 531년, 568년에도 사신을 보냈다.  8세기에는 스리비자야의 통제 하에 있었던 것으로 보인다. 1025년, 스리비자야 원정에 나선 라젠들 촐라 1세(Rajendra Chola I) 군대의 공격을 받았다. 12세기, 랑카수카는 스리비자야의 조공국이었다. 왕국은 쇠퇴하였고 멸망에 관한 것은 명확하지 않다.
13세기 말, '파사이 연대기(Pasai Annals)'에는 랑카수카가 1370년에 파괴되었다고 전한다. 그러나 다른 문헌에서는 랑카수카가 14세기까지 스리비자야의 영향과 통제 하에 있다가 마자파히트 제국(Majapahit Empire)에 정복되었다고 한다. 15세기까지 건재하였던 것으로 볼 때, 랑카수카는 파타니왕국(Pattani Kingdom)에 정복되었을 것으로 보인다. 일부 역사학자들은 이에 반대하고, 랑카수카는 1470년대까지 생존했다고 주장한다. 파타니의 직접 지배를 받지 않은 영역은 1474년 케다(Kedah)와 함께 이슬람교를 수용했던 것으로 보인다.

## 위치

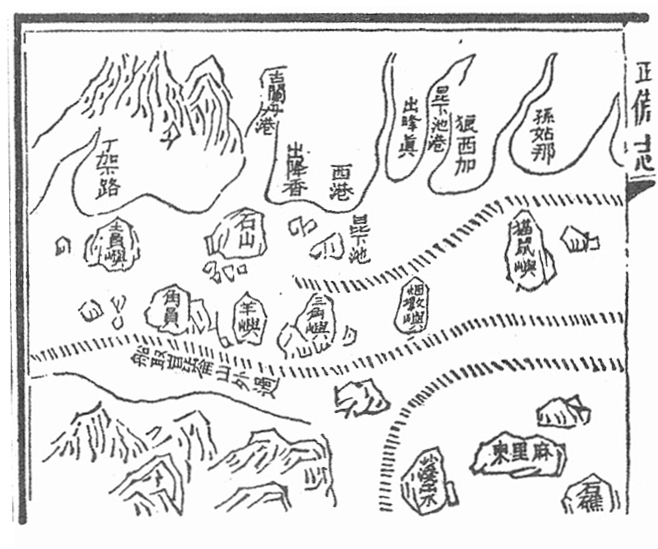
무비지(武備志) 정화항해도(鄭和航海圖) 상부 우측의 랑서가(狼西加)가 랑카수카이다. 손고나(孫姑那) 즉 송클라(Songkla)가 오른쪽에 있으며, 길란단항(吉蘭丹港) 즉 켈란탄강(Kelantan River)과 정가노(丁架路) 즉 트렝가누(Trengganu)가 왼쪽에 있다.

중국과 아랍 문헌에는 말레이반도 동안에 랑카수카가 있었다고 전한다. 『신당서(新唐書)』에는 랑카수카가 반반(盤盤)과 국경을 맞대고 있으며 명대 모곤(茅坤)의 『무비지(武備志)』에는 파타니강(Pattani River) 인근 송클라(Songkla) 남쪽에 위치를 비정했다.  한 15세기 아랍 문헌 역시 켈란탄과 송클라 사이에 랑카수카가 있었다고 비정했다. 이들과는 유일하게 반대되는 내용의 문헌은 말레이인이 작성한 '히카얏 메롱 마하왕사(Hikayat Merong Mahawangsa)'로 오늘날 케다의 조상으로서 말레이반도 서안에 위치를 비정했지만, 군주는 파타니와 연관된다고 언급했다. 중국, 아랍, 인도 문헌들은 모두 케다와 랑카수카가 지리적으로 분리된 곳으로 간주한다. 자바어 시 '나가라크레타가마(Nagarakretagama)'는 사이부리(Saiburi) 북쪽에 있었다고 하지만, 원래는 서안에 있었고 이후에 동쪽으로 이주했다는 것을 암시한다.
1961년, 지리학자이자 역사학자 폴 휘틀리(Paul Wheatley)는 다양한 사료들을 검토하여 랑카수카는 오늘날 파타니 도심 인근에 있었을 것으로 보았다. 프랑스 고고학자이자 역사학자 미셀 자크에르구알쉬(Michel Jacq-Hergoualc'h)는 이전에 야랑 인근에 있었던 파타니강 어귀를 랑카수카로 비정했다. 또한 그는 파타니, 사이부리, 얄라(Yala) 사이의 모든 지역이 랑카수카 일부였다고 주장하였다. 현대 고고학적 탐험을 통해 파타니 북쪽 15km 야랑 인근에 있는 한 마을에서 『양서』에 묘사된 도시로 추정되는 유적들을 발견하였다. 도시는 해안에서 16km 정도 떨어져 있으며 수로들을 경유하여 바다로 통하는 강들과 연결되어 있었다. 수로에 토사가 쌓임으로써 쇠퇴를 맞이한 것으로 보인다.

## 고고학 발굴

고대 말레이 영역 국가들 사이의 랑카수카

폴 휘틀리가 랑카수카 후보지를 제안함에 따라, 1960년대 몇몇 고고학 발굴이 수행되어 랑카수카 위치를 비정하고자 했다. 1963년, 스튜어트 와벨(Stewart Wavell)은 캠브리지 원정대(Cambridge expedition)를 이끌고 랑카수카, 탐브랄링가(Tambralinga)을 찾아 나섰다. 원정에 관한 내용은 『나가 왕의 딸(The Naga King's Daughter)』이라는 책에 기술되어 있다.
1989년 태국 예술국(Fine Arts Department)이 야랑 영역에 대한 고고학적 조사를 시작했다. 유적 대다수는 반왓(Ban Wat)이라는 작은 마을 인근에 몰려 있었는데, 이들은 도시의 중핵을 형성하였던 것으로 보인다. 다른 것들은 반잘래(Ban Jalæ) 북쪽에 산재해 있었고, 나머지 2개는 반 프라왜(Ban Prawæ)에 있었다. 그곳에서는 불교 구조물과 봉헌된 편액(votive tablet)과 조각상이 발굴되어, 랑카수카가 강력한 불교 국가였다는 것을 알게 하였다. 힌두교 관련 유물도 출토되었다.
많은 중국 및 아랍 동전 역시 발굴되었던 바, 이는 랑카수카의 상업 활동을 보여준다. 사산조 페르시아의 은화 2개 역시 발굴되었다.

## 대중문화
- '라자 베르시옹(Raja Bersiong)' 혹은 'The Fanged King' : 1968년 말레이시아 영화, 감독은 자밀 술롱(Jamil Sulong)이며 말레이시아 수상 툰쿠 압둘 라흐만(Tunku Abdul Rahman)의 조언이 있었다.
- 'Queen of Pattani' 혹은 'Queens of Langkasuka' : 2008년 태국 영화, 감독은 논제 니미부트르(Nonzee Nimibutr)로 파타니 남부 신화에 기반한 것이다.
- 'The Malay Chronicles: Bloodlines' 혹은 'Hikayat Merong Mahawangsa' : 2011년 말레이시아 영화, 감독은 유스리 압둘 할림(Yusry Abdul Halim), 영화는 랑카수카 초대 왕으로 추정되는 메롱 마하왕사의 기원에 기반한다.

## 같이 보기
- 코타 겔랑기(Kota Gelanggi)
- 부장 계곡(Bujang Valley)
- 강가 네가라(Gangga Negara)
- 나콘 시 탐마랏(Nakhon Sri Thammarat)
- 낙삿 도시(Naksat city)